# Shanksville
Shanksville es un borough ubicado en el condado de Somerset en el estado estadounidense de Pensilvania. En el año 2000 tenía una población de 245 habitantes y una densidad poblacional de 537.4 personas por km². Shanksville consiguió la atención mundial debido a los atentados del 11 de septiembre de 2001, ya que a unos 3 km de aquí se estrelló el vuelo 93 de United Airlines.

## Geografía
Shanksville está ubicado en 40°1′2″N 78°54′21″O / 40.01722, -78.90583 (40.017182, -78.905891).

## Demografía
Según la Oficina del Censo en 2000 los ingresos medios por hogar en la localidad eran de $29,980 y los ingresos medios por familia eran $40,833. Los hombres tenían unos ingresos medios de $25,250 frente a los $22,917 para las mujeres. La renta per cápita para la localidad era de $14,500. Alrededor del 9.1% de la población estaba por debajo del umbral de pobreza.

## Memorial del vuelo 93

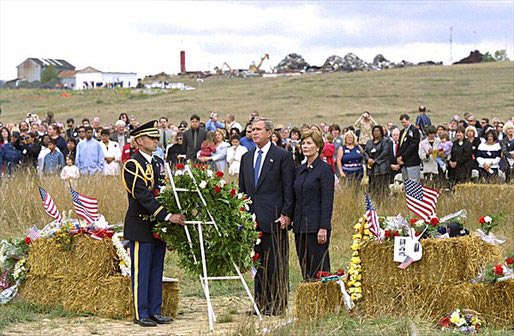
George W. Bush y Laura Bush visitan el memorial del vuelo 93 el 11 de septiembre de 2002.

El vuelo 93 de United Airlines se estrelló el 11 de septiembre de 2001 en el municipio de Stonycreek, a 2 millas (3,21 km aproximadamente) al norte de Shanksville, y a 60 millas (96,56 km aproximadamente) al sureste de Pittsburgh. Temporalmente se ubica en una colina a 500 metros del lugar del accidente. El memorial permanente fue construido en el lugar donde se estrelló el avión, y fue terminado para el décimo aniversario de los atentados, el 11 de septiembre de 2011.